# Малые Плющи

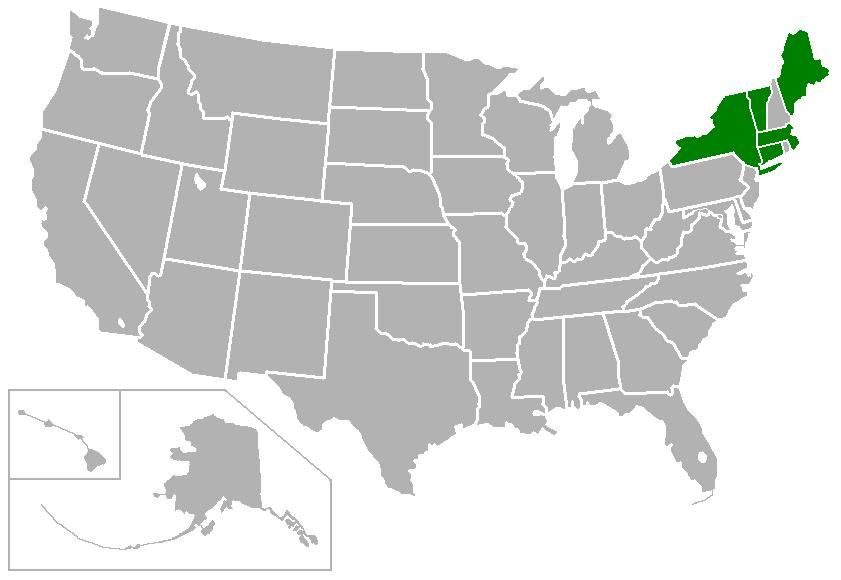
Штаты, в которых расположены университеты Малого плюща.

Малые Плющи (в единственном числе Малый Плющ) представляют собой группу небольших, высоко конкурентных частных колледжей свободных искусств на северо-востоке США.
Термин «Малый Плющ» происходит от небольшого количества студентов университетов, стандартов академического мастерства, исторически социального престижа и высоко селективного приёма студентов, сопоставимым с Лигой плюща. По данным агентства Bloomberg, Малые Плющи также известны своими большими целевыми капиталами. Термином обычно называются колледжи Спортивной Конференции Малых Колледжей Новой Англии (NESCAC) и определенные колледжи из лиги Свободы, лиги Патриота и конференции Столетия.

## Взаимосвязь к NESCAC
Среди Малых Плющей числятся колледжи ассоциации «Малая Тройка», термин, включающий в себя Амхерстский колледж, Уэслианский университет и Уильямс-колледж, аналогичные Большой Тройке на северо-востоке Лиги плюща, в которую входят Гарвардский, Принстонский и Йельский университеты. В 1971 году Малая Тройка присоединилась к Боудин-колледжу, чтобы основать Спортивную Конференцию Малых Колледжей Новой Англии (NESCAC) году вместе с Бэйтс колледжом, Колби-колледжом, Гамильтон-колледжом, Миддлбери-колледжом, Университетом Тафтса, Тринити-колледжом и Юнион-колледжом. Юниоy-колледж вышел из конференции в 1977 году и был заменен на Коннектикутский колледж в 1982 году.

## Современное использование
В статье Bloomberg Businessweek 2016 года список членов Малого Плюща выглядит так:
- Амхерстский колледж
- Бэйтс-колледж
- Боудин-колледж
- Бакнеллский университет
- Колгейтский университет
- Коннектикутский колледж
- Колби-колледж
- Гамильтон-колледж
- Хаверфорд-колледж
- Лафайетт-колледж
- Миддлбери-колледж
- Суортмор-колледж
- Тринити-колледж
- Университет Тафтса
- Юнион-колледж
- Вассар-колледж
- Уэслианский университет
- Уильямс-колледж

Малые Плющи также разделены на подгруппы по следующим консорциумам:
- Бывшие и настоящие участники Спортивной Конференции Малых Колледжей Новой Англии: Амхерстский, Бэйтс, Боудин, Колби, Коннектикутский, Гамильтон, Миддлбери, Тринити, Юнион, Уиляьмс колледжи, Уэслианский университет и университет Тафтса.
- Колледжи «Малой Тройки»: Амхерстский и Уильямс колледжи, Уэслианский университет. Эта спортивная лига была основана как «Треугольная Лига» в 1899 в Новой Англии[8].
- Колледжи Колби-Бэйтс-Боудин Консорциума (CBB), атлетической конференции из 3 наиболее селективных колледжей, иногда называемых «Большая Тройка Мэйна»: Колби-колледж, Бэйтс-колледж, Боудин-колледж[9][10].